# Liste der Kulturdenkmäler in Bruttig-Fankel
In der Liste der Kulturdenkmäler in Bruttig-Fankel sind alle Kulturdenkmäler der rheinland-pfälzischen Ortsgemeinde Bruttig-Fankel aufgeführt. Grundlage ist die Denkmalliste des Landes Rheinland-Pfalz (Stand: 21. September 2023).

## Denkmalzonen
| Bezeichnung                 | Lage | Baujahr                 | Beschreibung | Bild            |
| --------------------------- | --- | ----------------------- | --- | --------------- |
| Denkmalzone Ortskern Fankel | Fankel, Brunnenstraße 11–31 (ungerade Nummern) und 16–26 (gerade Nummern), Christophorusweg 2 und 4, Martinsweg 1, Nikolausstraße 4 und Rathausstraße 11/13 und 16 Lage | 15. bis 19. Jahrhundert | Bereich von katholischer Pfarrkirche mit Friedhof, Rathaus und der Hofes von Kloster Engelport sowie weitgehend geschlossene Fachwerkbebauung des 15. bis 19. Jahrhunderts entlang der Brunnenstraße | Fotos hochladen |

## Einzeldenkmäler
| Bezeichnung                            | Lage                                               | Baujahr                              | Beschreibung | Bild                                    |
| -------------------------------------- | -------------------------------------------------- | ------------------------------------ | --- | --------------------------------------- |
| Altes Rathaus                          | Bruttig, Am Moselufer ohne Nummer Lage             | 1619                                 | dreigeschossiger Putzbau, Treppenturm, bezeichnet 1619 | weitere Bilder Fotos hochladen          |
| Schunk’sches Haus                      | Bruttig, Am Moselufer 6, Mühlenbachstraße 6 Lage   | 1652                                 | ehemaliges Gerichts- und Wohnhaus; Putzbau, Spätrenaissance, bezeichnet 1652, Eckfigur der heiligen Margarethe (17. oder 18. Jahrhundert); im Hof sogenanntes Hinterhaus (Mühlenbachstraße 6 ⊙), teilweise Fachwerk, bezeichnet 1529, mit fünfseitigem Erker, teilweise Fachwerk, erste Hälfte des 17. Jahrhunderts; Gesamtanlage | weitere Bilder Fotos hochladen          |
| Gasthaus „Alte Winzerschenke“          | Bruttig, Am Moselufer 7 Lage                       | 1667                                 | Fachwerkhaus, teilweise massiv, bezeichnet 1667 | weitere Bilder Fotos hochladen          |
| Wohnhaus                               | Bruttig, Am Moselufer 9 Lage                       | 1441                                 | dreigeschossiges Fachwerkhaus, verputzt, 1441 | Fotos hochladen                         |
| Wohnhaus                               | Bruttig, Am Moselufer 10 Lage                      | 1680                                 | Fachwerkhaus, teilweise massiv, verkleidet, Krüppelwalmdach, 1680 | Fotos hochladen                         |
| Wohnhaus                               | Bruttig, Am Moselufer 23 Lage                      | 1601                                 | Fachwerkhaus, teilweise massiv, verputzt, Krüppelwalmdach, bezeichnet 1601 | BW                                      |
| Wohnhaus                               | Bruttig, Fausenburg 4/6 Lage                       | 1665                                 | Fachwerkhaus, teilweise massiv, bezeichnet 1665, Fachwerkerweiterung und Dachausbau im 18. Jahrhundert, Fachwerkanbau aus dem 19. Jahrhundert | BW                                      |
| Wohnhaus                               | Bruttig, Gobeliusstraße 6 Lage                     | 1685                                 | Fachwerkhaus, teilweise massiv, verputzt und verkleidet, Krüppelwalmdach, 1685 | BW                                      |
| Katholische Pfarrkirche St. Margaretha | Bruttig, Hauptstraße Lage                          | 1507                                 | spätmittelalterlicher Westturm, bezeichnet 1507, daran Skulptur vom Anfang des 16. Jahrhunderts; neuromanischer Bruchsteinsaal, 1845–47; in der Kirchhofmauer: Kreuz, 19. Jahrhundert, Grabkreuz, bezeichnet 1504; zwei Grabkreuze von 1807 und 1833; Grabplatte, 1555; elf Grabkreuze, unter anderem von 1567, 1572, 1598, 1600, 1614; Nische mit Kreuzigungsgruppe, bezeichnet 1599, renoviert 1905, Maria und Johannes, 18. Jahrhundert; Gesamtanlage mit Friedhof und Pfarrhaus | weitere Bilder Fotos hochladen          |
| Wegekreuz                              | Bruttig, Hauptstraße Lage                          | 18. oder 19. Jahrhundert             | Wegekreuz, 18. oder 19. Jahrhundert | BW                                      |
| Brunnen                                | Bruttig, Hauptstraße                               | 1593                                 | Ziehbrunnen, angeblich 1593 erwähnt | Fotos hochladen                         |
| Wohnhaus                               | Bruttig, Hauptstraße 2 Lage                        | zweite Hälfte des 19. Jahrhunderts   | Bruchsteinhaus, Kelterhaus, zweite Hälfte des 19. Jahrhunderts; Gesamtanlage | BW                                      |
| Pfarrhaus                              | Bruttig, Hauptstraße 5 Lage                        | 1824                                 | ehemaliges Pfarrhaus; klassizistischer Putzbau, 1824; bauliche Gesamtanlage mit Kirche und Friedhof | BW                                      |
| Wegekreuz                              | Bruttig, Hauptstraße, bei Nr. 13 Lage              | 1816                                 | Wegekreuz, bezeichnet 1816 | BW                                      |
| Wohnhaus                               | Bruttig, Hauptstraße 16 Lage                       | 1388                                 | kleiner zweigeschossiger Massivbau, Satteldach; erbaut 1388, erweitert um 1465; Holzwendeltreppe, 17. oder 18. Jahrhundert | BW                                      |
| Schulhaus                              | Bruttig, Hauptstraße 23 Lage                       | um 1900                              | ehemalige Schule; stattlicher Bruchsteinbau, um 1900 | weitere Bilder Fotos hochladen          |
| Wohnhaus                               | Bruttig, Hauptstraße 24 Lage                       | 1894                                 | Bruchsteinhaus, bezeichnet 1894 | BW                                      |
| Wohnhaus                               | Bruttig, Hauptstraße, zu Nr. 38 Lage               | 16. Jahrhundert                      | Massivbau, Schildgiebel, 16. Jahrhundert | BW                                      |
| Wegekreuz                              | Bruttig, Hauptstraße, bei Nr. 49 Lage              | 1816                                 | Wegekreuz, bezeichnet 1816 | BW                                      |
| Bildstock                              | Bruttig, Hauptstraße, Ecke Kirchstraße Lage        | 18. Jahrhundert                      | Bildstock, barock, 18. Jahrhundert | BW                                      |
| Wohnhaus                               | Bruttig, Herrenstraße 2 Lage                       | 1473/74                              | Fachwerkhaus, teilweise massiv, Ständerbau, Dendrodatierung 1473/74 | Fotos hochladen                         |
| Wohnhaus                               | Bruttig, Kirchstraße 2 Lage                        | 1510/11                              | dreigeschossiges Fachwerkhaus, teilweise massiv, Krüppelwalmdach, Dendrodatierung 1510/11, Fachwerk im ersten Obergeschoss jünger | Fotos hochladen                         |
| Wohnhaus                               | Bruttig, Kirchstraße 6 Lage                        | um 1910                              | Fachwerkhaus, um 1910 (?) | BW                                      |
| Wohnhaus                               | Bruttig, Klosterstraße 1 Lage                      | 1472/73                              | Fachwerkhaus, teilweise massiv, Dendrodatierung 1472/73; bauliche Gesamtanlage mit angrenzendem Bruchsteinbau | Fotos hochladen                         |
| Wohnhaus                               | Bruttig, Klosterstraße 5 Lage                      | 16. Jahrhundert                      | Fachwerkhaus über hohem Sockel, 16. Jahrhundert, zweigeschossiger Fachwerkerker bezeichnet 1652; rückwärtig bauzeitlicher eingeschossiger Bruchsteinbau | Fotos hochladen                         |
| Wohnhaus                               | Bruttig, Mühlenbachstraße 8 Lage                   | 17. Jahrhundert                      | Fachwerkhaus, teilweise massiv und verkleidet, 17. Jahrhundert (?); Takenplatten | BW                                      |
| ehemalige Synagoge                     | Bruttig, Mühlenbachstraße 12 und 14 Lage           | 1835                                 | Krüppelwalmdachbau, Bruchsteinbau, 1835; daneben Mansardwalmdachbau, Bruchstein, 18. Jahrhundert | weitere Bilder Fotos hochladen          |
| Wohnhaus                               | Bruttig, Petrus-Mosellanus-Straße 2 Lage           | zweite Hälfte des 16. Jahrhunderts   | dreigeschossiger Massivbau, zweite Hälfte des 16. Jahrhunderts | BW                                      |
| Wohnhaus                               | Bruttig, Petrus-Mosellanus-Straße 3 Lage           | um 1900                              | Bruchsteinbau, Moselstil, um 1900 | BW                                      |
| Wohnhaus                               | Bruttig, Poststraße 2 Lage                         | 16. oder 17. Jahrhundert             | Zweiflügelbau, rückwärtiger Flügel wohl aus dem 16. oder 17. Jahrhundert, vorderer Flügel aus dem 19. Jahrhundert | BW                                      |
| Wohnhäuser                             | Bruttig, Schunk’sche Straße 7 Lage                 | mittelalterlich bzw. 16. Jahrhundert | zwei Massivbauten, vorderer im Kern mittelalterlich (?), hinterer aus dem 16. Jahrhundert | BW                                      |
| Brunnen                                | Fankel, Brunnenstraße                              |                                      | Brunnen aus zwei Basaltbecken | Direkt Bild zu diesem Denkmal hochladen |
| Spiel- und Rathaus                     | Fankel, Brunnenstraße ohne Nummer Lage             | 1559                                 | Massivbau mit Kirchtor der Befestigung, teilweise Fachwerk, Krüppelwalmdach, Dendrodatierung 1559; Ziehbrunnen | Fotos hochladen                         |
| Wohnhaus                               | Fankel, Brunnenstraße 11 Lage                      | 1618                                 | Fachwerkhaus, teilweise massiv, Kellerportal bezeichnet 1618, Krüppelwalmdach, 18. Jahrhundert | BW                                      |
| Wohnhaus                               | Fankel, Brunnenstraße 13 Lage                      | 1524                                 | Fachwerkhaus, teilweise massiv, Ständerbau, bezeichnet 1524; rückseitig Massivbau, Dach dendrodatiert 1425 | BW                                      |
| Wohnhaus                               | Fankel, Brunnenstraße 16 Lage                      | 1828                                 | Fachwerkhaus, teilweise massiv, abgewalmtes Mansarddach, bezeichnet 1828 | BW                                      |
| Spritzenhaus                           | Fankel, Brunnenstraße, zwischen Nr. 16 und 18 Lage |                                      | Spritzenhaus | BW                                      |
| Zehnthaus                              | Fankel, Brunnenstraße 17 Lage                      | um 1425                              | spätgotischer Treppengiebelbau, um 1425 | BW                                      |
| Wohnhaus                               | Fankel, Brunnenstraße 19 Lage                      | 1517                                 | Fachwerkhaus, bezeichnet 1517, Ständerbau, Dach dendrodatiert 1575 | BW                                      |
| Wohnhaus                               | Fankel, Brunnenstraße 20 Lage                      | 1481                                 | Fachwerkhaus, teilweise massiv, Ständerbau, Dach dendrodatiert 1481 und 1532 | BW                                      |
| Hof der Stetzgis von Treis             | Fankel, Brunnenstraße 22 Lage                      | 1467                                 | dreiseitig geschlossener spätmittelalterlicher Massivbau, teilweise Fachwerk über Bruchsteinsockel, Dendrodatierung 1467; Takenplatte | Fotos hochladen                         |
| Wohnhaus                               | Fankel, Brunnenstraße, hinter Nr. 22 Lage          | 18. Jahrhundert                      | Fachwerkhaus, teilweise massiv, 18. Jahrhundert | BW                                      |
| Wohnhaus                               | Fankel, Brunnenstraße 24/24a Lage                  | 16. oder 17. Jahrhundert             | Fachwerkhaus, teilweise massiv und verputzt, 16. oder 17. Jahrhundert | BW                                      |
| Wohnhaus                               | Fankel, Brunnenstraße 25 Lage                      | 1432/33                              | dreigeschossiger Massivbau, Fachwerkfassade, Dach datiert 1432/33 | BW                                      |
| Katholische Kirche Maria Himmelfahrt   | Fankel, Brunnenstraße 31 Lage                      | 13. Jahrhundert                      | romanischer Turm, 13. Jahrhundert, Chor um 1385, spätgotischer Saalbau, Mitte des 15. Jahrhunderts; bauliche Gesamtanlage mit Kirche und Friedhof; dort: vier Grabplatten von 1617, 1685, 1728 und aus dem 17. Jahrhundert; 13 Grabkreuze, unter anderem von 1598, 1610, 1617, 1750; Missionskreuz, 17. oder 18. Jahrhundert; Kreuzigungsgruppe, 19. Jahrhundert | weitere Bilder Fotos hochladen          |
| Hofhaus                                | Fankel, Christophorusweg 2 Lage                    | 1377/78                              | spätgotisches abteiliches Hofhaus; Dendrodatierung 1377/78, teilweise Fachwerk um 1550 | BW                                      |
| Hofanlage                              | Fankel, Martinsweg 1 Lage                          | 1523                                 | Fachwerkhaus, datiert 1523, teilweise massiv, mit Schwebegiebel; Kellerbogen bezeichnet 1618, Nebengebäude, 16. bis 18. Jahrhundert (?) | BW                                      |
| Wohnhaus                               | Fankel, Moselstraße 21 (?) Lage                    | 18. Jahrhundert                      | Mansarddachbau, 18. Jahrhundert | BW                                      |
| Wohnhaus                               | Fankel, Nikolausstraße 4 Lage                      | 18. Jahrhundert                      | Fachwerkhaus, teilweise massiv, 18. Jahrhundert | BW                                      |
| Wohnhaus                               | Fankel, Rathausstraße 4 Lage                       | 18. Jahrhundert                      | Fachwerkhaus, teilweise massiv, Mansarddach, 18. Jahrhundert | BW                                      |
| Wohnhaus                               | Fankel, Rathausstraße 6 Lage                       | 16. Jahrhundert                      | Fachwerkhaus, teilweise massiv, 16. Jahrhundert (?) | BW                                      |
| Wohnhaus                               | Fankel, Rathausstraße, hinter Nr. 6 Lage           | 17. Jahrhundert                      | Fachwerkhaus, teilweise massiv, verputzt, 17. Jahrhundert | BW                                      |
| Hof des Klosters Engelport             | Fankel, Rathausstraße 11/13 Lage                   | 1716                                 | Fachwerkhaus, teilweisem massiv, Walmdach, Relief, 1716; ehemaliges Kelterhaus, Walmdach, 18. Jahrhundert, Ökonomiebau; Gesamtanlage | BW                                      |
| Wohnhaus                               | Fankel, Rathausstraße 16 Lage                      | 1418                                 | Massivbau, rückseitig Treppengiebel, Dendrodatierung 1418, Umbau 1802 | BW                                      |
| Wegekreuz                              | Fankel, Schulstraße, an Nr. 30 Lage                | 1749                                 | Wegekreuz, Basalt, bezeichnet 1749 | Fotos hochladen                         |
| Kreuzkirche                            | Fankel, nordöstlich des Ortes an der K 36 Lage     | um 1720                              | Saalbau, um 1720; Kreuzweg zur Kapelle; sieben Fußfälle, Bildstocktyp | BW                                      |

## Ehemalige Kulturdenkmäler
| Bezeichnung | Lage                         | Baujahr         | Beschreibung                                               | Bild |
| ----------- | ---------------------------- | --------------- | ---------------------------------------------------------- | ---- |
| Wohnhaus    | Bruttig, Hauptstraße 22 Lage | 19. Jahrhundert | Bruchsteinhaus, 19. Jahrhundert; aus Denkmalliste gelöscht | BW   |